# 一条政房
一条 政房（いちじょう まさふさ、嘉吉3年（1443年）? - 文明元年10月17日（1469年11月20日）は、室町時代から戦国時代初期にかけての公卿。関白左大臣・一条教房の長男。官位は従二位・権大納言。

## 生涯
室町幕府8代将軍・足利義政の偏諱を受け、政房と名乗った。
応仁の乱の時、京都の騒動から避けるため、単独で摂津福原に下向し、後醍醐天皇のゆかりの宿でもあったの福厳寺に隠れた。しかし、文明元年（1469年）10月17日に東軍の山名是豊・宇野政秀らが福原に乱入、長槍を持った兵士に心臓を一刺しされ、少しも抵抗せず「南無西方極楽世界阿弥陀仏」と唱えて死去した。その時の服装は装束のまま直衣狩衣の優美な御姿であったという。
政房の死は父・教房をはじめ、祖父・兼良や叔父・尋尊などの一族のみならず、天皇や公家といった朝廷の面々、さらには彼を知っていた東軍・西軍の武将まで悲しませたという。彼を殺した兵は政房と分かった後、自害したとも出家したともいうが明らかでない。

## 官歴
『諸家伝』による。
- 寛正3年（1463年） 3月28日：従三位
- 寛正4年（1464年） 3月28日：権中納言兼左衛門督
- 寛正5年（1465年） 7月5日：左近衛中将
- 寛正6年（1466年） 正月5日：正三位
- 寛正7年（1467年） 正月6日：従二位。2月16日：権大納言